# Erazem Valjavec
Erazem Valjavec, né le 18 août 2006, est un coureur cycliste slovène. Il est membre de l'équipe continentale Soudal Quick-Step Devo. 

## Biographie

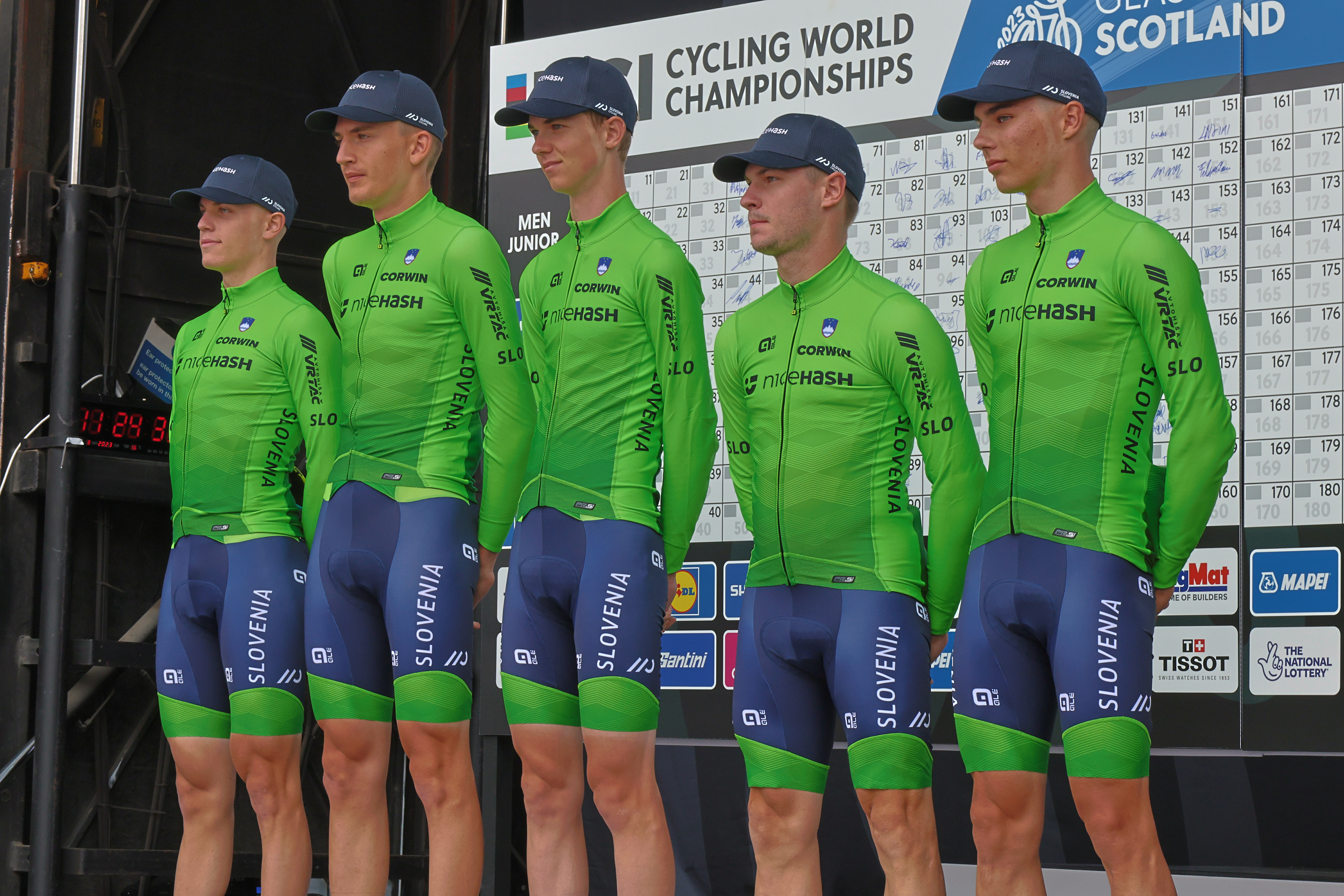
Présentation de l'équipe nationale de Slovénie lors des championnats du monde juniors de 2023. De gauche à droite : Erazem Valjavec, Jaka Marolt, Jakob Omrzel, Marcel Skok et Žak Eržen.

Erazem Valjavec commence le cyclisme durant son enfance en compagnie de son père Tadej Valjavec, qui a lui-même été cycliste professionnel,. Il pratique d'abord ce sport en loisir avec un VTT, avant de se lancer dans la compétition. Sa première licence est prise au sein d'un club implanté à Kranj. Il poursuit ensuite sa progression au sein d'une structure autrichienne en 2022. Alors qu'il n'a pas encore dix-sept ans, il se classe deuxième d'une édition du championnat de Slovénie de cyclo-cross chez les juniors.
En 2023, il court alternativement sous les couleurs d'une équipe italienne, du club belge Acrog-Tormans et de la sélection nationale slovène. Doté d'un calendrier composite, il obtient une victoire et diverses places d'honneur. Il finit notamment deuxième de Menin-Kemmel-Menin, troisième d'une compétition internationale slovaque ou encore sixième de Paris-Roubaix juniors. La même année, il représente son pays aux championnats d'Europe et aux championnats du monde juniors. Sur piste, il est sacré champion de Slovénie junior de la poursuite. Il s'adjuge également le titre de champion national dans la course à l'américaine, aux côtés de son coéquipier Žak Eržen. 
Lors de la saison 2024, il confirme ses aptitudes dans les classiques en terminant troisième de Kuurne-Bruxelles-Kuurne juniors, puis deuxième de Paris-Roubaix juniors, derrière son compatriote Jakob Omrzel. Dans les courses par étapes, il termine premier d'une épreuve disputée en Vénétie, ou encore septième du Tour du Valromey. Il devient par ailleurs champion de Slovénie du contre-la-montre juniors. À la fin de l'été, il prend la onzième place de l'épreuve chronométrée aux championnats d'Europe juniors. 
Grâce à ses performances, il signe un contrat avec l'équipe de développement de Soudal-Quick Step. Il rejoint officiellement cette formation en 2025. Le 5 avril, il décroche son premier résultat notable chez les espoirs en prenant la sixième place de la Boucle de l'Artois. Le mois suivant, il se fait remarquer sur l'Orlen Nations Grand Prix en terminant deuxième d'une étape et cinquième du classement général.

## Palmarès

### Cyclisme sur route
- 2023
  - Grote Prijs 't Schoolhuys
  - 2e du championnat de Slovénie du contre-la-montre juniors
  - 2e de Menin-Kemmel-Menin
  - 3e du Mémorial Davide Rebellin
  - 3e des Medzinárodné Dubnica nad Váhom
  - 3e de la Coppa Borgo Panica
- 2024
  -  Champion de Slovénie du contre-la-montre juniors
  - Tour de Vénétie juniors :
    - Classement général
    - 1re (contre-la-monte par équipes) et 3e étape

  - 2e de Paris-Roubaix juniors
  - 2e du championnat de Slovénie sur route juniors
  - 3e de Kuurne-Bruxelles-Kuurne juniors
  - 3e du Gran Premio Giuliano Baronti
  - 3e du Trofeo Guido Dorigo
- 2025
  - 2e de la course de côte de Vresse-sur-Semois

### Cyclisme sur piste
- 2023
  -  Champion de Slovénie de l'américaine (avec Žak Eržen)
  -  Champion de Slovénie de poursuite juniors

### Cyclo-cross
- 2022-2023
  - 2e du championnat de Slovénie de cyclo-cross juniors